# Koninklijke Belgische Wielrijdersbond
Koninklijke Belgische Wielrijdersbond (KBWB) (Frans: Royale Ligue Vélocipédique Belge (RLVB)) is de overkoepelende organisatie die bevoegd is voor alle disciplines van de wielersport in België. Als sportfederatie streeft de KBWB in de eerste plaats de ontwikkeling van het wielrennen als sport na. Daarnaast organiseren ze jaarlijks honderden wielerwedstrijden (waaronder het Belgisch kampioenschap wielrennen) en schrijven ze duizenden licenties uit aan wielerploegen en renners. Bovendien worden internationale kampioenschappen en andere wedstrijden niet in ploegverband verreden, maar als lid van de nationale selectie van de KBWB.
De KBWB organiseerde in totaal tien keer het wereldkampioenschap wielrennen. De laatste keer vond plaats in Leuven, in 2021.

## Voorzitter
De huidige voorzitter van de KBWB is sinds juni 2010 Tom Van Damme. Algemeen directeur is Nathalie Clauwaert.
| Periode    | Voorzitter            |
| ---------- | --------------------- |
| 1883-?     | Jacques Wautier       |
| 1893-1897  | Raoul Claes           |
| ...        | Jules Chomé           |
| ...        | Oscar Remy            |
| 1922-1929  | Alfred Martougin      |
| 1929-?     | Fernand Colignon      |
| 1947-1956  | Egide Schoeters       |
| ...        | Arnold Standaert      |
| 1965-1968  | Joseph du Château     |
| ...        | Maurice Moyson        |
| ...        | Albert Van Mossevelde |
| ...        | Hector Gallée         |
| 1990-1997  | Ernest De Vuyst       |
| 1997-2010  | Laurent De Backer     |
| 2010-heden | Tom Van Damme         |

## Bondscoaches
Een van de gezichten van de KBWB is de bondscoach, die de selecties en tactiek bepaalt voor alle wereldkampioenschappen, Europese kampioenschappen en Olympische kampioenschappen waar Belgische wegrenners aan meedoen. 
| Discipline     | Categorie        | Bondscoach                     |
| -------------- | ---------------- | ------------------------------ |
| Wegwielrennen  | Elite mannen     | Serge Pauwels                  |
| Wegwielrennen  | U23 mannen       | Serge Pauwels                  |
| Wegwielrennen  | U19 mannen       | Angelo De Clercq               |
| Wegwielrennen  | U17 mannen       |                                |
| Wegwielrennen  | Elite vrouwen    | Ludwig Willems                 |
| Wegwielrennen  | U23 vrouwen      | Ludwig Willems                 |
| Wegwielrennen  | U19 vrouwen      | Ludwig Willems                 |
| Wegwielrennen  | U17 vrouwen      | Ludwig Willems                 |
| Baanwielrennen | Hoofd            | Tim Carswell Jonathan Mitchell |
| Baanwielrennen | Elite mannen     | Tim Carswell Jonathan Mitchell |
| Baanwielrennen | Elite vrouwen    | Tim Carswell Jonathan Mitchell |
| Baanwielrennen | U23 mannen       | Tim Carswell Jonathan Mitchell |
| Baanwielrennen | U23 vrouwen      | Tim Carswell Jonathan Mitchell |
| Baanwielrennen | Jeugd mannen     | Nicky Cocquyt                  |
| Baanwielrennen | Jeugd vrouwen    | Nicky Cocquyt                  |
| Veldrijden     | Alle categorieën | Angelo De Clercq               |
| Mountainbiken  | Alle categorieën | Jeff Luyten                    |
| BMX            | Alle categorieën | Chris Jacobs                   |
| Development    | Jeugd            |                                |

## Voormalige bondscoaches
Eerder bondscoaches bij de elite mannen op de weg zijn onder meer:
- 1986-1997: Eddy Merckx
- 1997-2005: José De Cauwer
- 2005-2016: Carlo Bomans
- 2016-2018: Kevin De Weert
- 2018-2020: Rik Verbrugghe
- 2020-2024: Sven Vanthourenhout
- 2024-heden: Serge Pauwels

Eerder bondscoaches bij de elite mannen in het veld zijn onder meer:
- 1989-2002: Erik De Vlaeminck
- 2002-2017: Rudy De Bie
- 2017-2024: Sven Vanthourenhout
- 2024-heden: Angelo De Clercq

Eerdere bondscoaches bij de elite op de baan waren: 
- 2000-2010: Michel Vaarten

- 2010-2021: Peter Pieters
- 2021-heden: Tim Carswell (hoofdbondscoach, afstandsnummers)
- 2021-2024: Kenny De Ketele
- 2024-heden: Jonathan Mitchell (sprintonderdelen)

Eerdere bondscoaches in het mountainbiken waren:
- ?-2016: Rudy De Bie

- 2016-2024: Filip Meirhaeghe
- 2025-heden: Jeff Luyten